# Гыртоп (рельеф)
Гырто́п либо Хыртоп (рум. hîrtop — долина, впадина) — элемент рельефа, представляющий собой понижение в виде амфитеатра, образовавшееся в рыхлых породах под воздействием оползней и длительных эрозионных процессов. Достигают 3–4 км в поперечнике. Глубина 100–200 м.

## Распространение
Гыртопы часто встречаются в Молдавии, в массиве Кодры, где распространён карст и связанные с ним провалы и эрозионные процессы. Этим объясняются многочисленные топонимы Гыртоп (Хыртоп): сёла с таким названием зарегистрированы в Кантемирском, Григориопольском, Флорештском, Теленештском, Тараклийском, Фалештском, Леовском и Чимишлийском районах Молдавии.